# ميلفيل سيويل باغلي
ميلفيل سيويل باغلي (بالإنجليزية: Melville Sewell Bagley)‏ هو رائد أعمال أمريكي، ولد في 10 يوليو 1838 في بانجور في الولايات المتحدة، وتوفي في 14 يوليو 1880 في بوينس آيرس في الأرجنتين.